# Масхадова, Аминат
Амина́т Масха́дова (Ю́лия Арте́мьева; род. 21 августа 1985, Красноярск) — российская спортсменка, первая чеченка, участвующая в соревнованиях по тяжёлой атлетике и вольной борьбе, мастер спорта России, многократная победительница и призёр турниров и чемпионатов России по тяжёлой атлетике.

## Биография
После школы окончила училище олимпийского резерва с красным дипломом. Тренер-преподаватель, специалист по физической культуре и спорту.
Начала заниматься тяжёлой атлетикой в 2002 году под руководством тренера краевой СДЮШОР Сергея Кузовова. Через восемь месяцев с начала занятий выполнила норматив кандидата в мастера спорта. Через полтора года стала мастером спорта.
Чемпионка России 2004, 2006, 2008, 2011, 2013 годов, бронзовый призёр чемпионата России 2009 года, обладательница Кубка России 2008 года, серебряный призёр Кубка России 2007, 2009 и 2010 годов.
До 2009 года выступала в соревнованиях под именем «Юлия Артемьева» (фамилия матери).
В 2010 году начала заниматься вольной борьбой под руководством Михаила Гамзина, тренера олимпийского чемпиона Назира Манкиева.
В 2013 году Масхадова стала чемпионкой России в категории до 48 кг, но была дисквалифицирована с 26 июня 2013 года на два года за нарушение антидопинговых правил.

## Спортивные результаты
- Чемпионат России по тяжёлой атлетике 2004 года —
- Чемпионат России по тяжёлой атлетике 2005 года —
- Чемпионат России по тяжёлой атлетике 2006 года —
- Чемпионат России по тяжёлой атлетике 2008 года —
- Чемпионат России по тяжёлой атлетике 2009 года —
- Чемпионат России по тяжёлой атлетике 2011 года —
- Чемпионат России по тяжёлой атлетике 2013 года —